# Потреро де Абахо, Сантијаго Ресендез Пасиљас (Хименез дел Теул)
Потреро де Абахо, Сантијаго Ресендез Пасиљас (шп. Potrero de Abajo, Santiago Reséndez Pasillas) насеље је у Мексику у савезној држави Закатекас у општини Хименез дел Теул. Насеље се налази на надморској висини од 2058 м.

## Становништво
Према подацима из 2010. године у насељу је живело 10 становника.

### Хронологија
| Година       | 2005        | 2010 |
| ------------ | ----------- | ---- |
| Становништво | 16 (5 / 11) | 10   |

### Попис
| # | Индикатор                     | Вредност |
| - | ----------------------------- | -------- |
| 1 | Укупно домаћинстава           | 3        |
| 2 | Укупно насељених домаћинстава | 2        |
| 3 | Величина локације             | 1        |